# Endothenia citharistis
Endothenia citharistis es una especie de polilla del género Endothenia, categorizada en la tribu Olethreutini, de la subfamilia Olethreutinae.

## Distribución
Se distribuye por India.

## Taxonomía
Fue descrita por Meyrick en 1909 y publicada en (Argyroploce), J. Bombay Nat. Hist. Soc. 19: 595.